# Mellby, Eksjö kommun
Mellby är kyrkby i Mellby socken i Eksjö kommun i Jönköpings län belägen 15 kilometer sydost om Eksjö vid västra stranden av sjön Solgen.
I byn ligger Mellby kyrka.